# Paul d'Ornano
Paul d'Ornano, né le 1er août 1922 à Santa-Maria-Siché près d'Ajaccio, Corse et mort le 24 mai 2002 à Paris, est un homme politique français.

## Détail des fonctions et des mandats
Mandat parlementaire
- 2 octobre 1974 - 10 octobre 2001 : Sénateur des Français établis hors de France